# Kettering Town Football Club
El Kettering Town F.C. es un club de fútbol de Inglaterra de la ciudad de Kettering en Northamptonshire (Inglaterra). Fue fundado en 1872 y se desempeña en la Southern Football League.
El equipo juega sus encuentros en el estadio Rockingham. Suelen desempeñar en rojo, blanco y negro, y sus principales rivales locales son Rushden & Diamonds FC, una rivalidad que ha existido desde la última Conferencia de fútbol primero logrado en 1996. 

## Historia
Kettering Town Football Club se formó originalmente en 1872, convirtiéndose en profesional en 1891. El club se gradúa a través de doce diferentes ligas de 1892 hasta que se convirtieron en miembros fundadores de la Alianza de Fútbol en 1979. El club mantiene su situación en la parte superior de vuelo de fútbol semi-profesional a lo largo de su Historia y Vauxhall patrocinio, hasta la temporada 2000-01.
Muchos honores han encontrado su camino hacia Rockingham Road, ganando la Midland Football League (7 división de Inglaterra) título en 1896 y 1900. El Campeonato denominado "Liga del Sur"  fue ganado en tres ocasiones por el club, en 1928 y 1957 en virtud de Tommy Lawton y en 1973 bajo la dirección de Ron Atkinson. En la década de 1930 el club ganó la Liga y de East Midlands, en 1948 se convirtió en la Amapolas Birmingam .
El club terminó finalista en la Football Conference en 1981, 1989, 1994 y 1998. La Copa de GMAC, (no la liga, la Copa de Liga) fue ganada en 1987 y fueron finalistas en 1995, entonces conocido como el Señor Bob Trofeo. Condado de competiciones se han ganado regularmente por Kettering Ciudad, con la Copa Northants Superior ganó el 28 ocasiones y la Copa Maunsell 13 veces.
En la FA Cup ha traído éxito y la publicidad de Rockingham Road con la primera ronda que se alcance adecuado en 41 ocasiones. En 1901 el club llegó a los últimos dieciséis, y en tiempos más modernos ha alcanzado la cuarta ronda en una buena temporada 1988-89 y también la tercera ronda en 1991-92 sólo a perder a Kenny Dalglish s Blackburn Rovers. Durante la temporada 1994-95 el club hicieron su debut en vivo en Sky TV en una primera ronda empate contra Plymouth Argyle FC, seguido en breve por otro aspecto en contra de Wrexham FC en Rockingham Road.
En la temporada 2007-08 fue ascendido de la Conference North a la Conference National al quedar campeón.

## Palmarés
- Football Conference
  - Conference North: 1

2007–08
- - Conference League Cup: 1

1986–87
- Southern League: 1

1956–57
- - Premier Division: 2

1972–73, 2001–02
- - Division One North: 1

1971–72
- - Division One: 1

1960–61
- - Eastern Division: 2

1927–28, 1928–29
- - League Cup: 1

1974–75
- Birmingham League: 1

1947–48
- Northants League: 1

1904–05
- Midland League 2

1895–96, 1899–1900
- Maunsell Cup: 15

1912–13, 1919–20, 1923–24,† 1924–25, 1928–29, 1947–48, 1951–52, 1954–55, 1959–60, 1984–85, 1987–88, 1988–89, 1992–93, 1993–94, 1998–99.
- Northants Hillier Cup: 28

1883–84, 1895–86, 1897–98, 1900–01, 1906–07, 1920–21 (reservas), 1931–32, 1932–33, 1935–36, 1938–39, 1946–47, 1952–53 (reservas), 1955–56, 1956–57 (reservas), 1968–69, 1972–73, 1978–79, 1979–80, 1983–84, 1984–85, 1985–86, 1986–87, 1987–88, 1991–92, 1992–93, 1994–95, 1996–97, 2000–01.
† En conjunto con el Desborough Town

## Presidentes
El actual presidente del club es el keniano Imraan Ladak.

## Uniforme
- Uniforme titular: Camiseta Roja, pantalón rojo, medias negras.
- Uniforme alternativo: Camiseta con la bandera de Inglaterra, pantalón blanco, medias blancas.

## Estadio
Kettering actualmente juegan en el Estadio Rockingham. Se trasladaron al sitio en 1897, después de los hechizos en el North Park y Eldreds camp. El presidente del club Imraan Ladak ha declarado su intención de trasladarse a un nuevo terreno en la ciudad. Cuestiones sobre el contrato de arrendamiento del actual sitio han sido motivo de preocupación, por como Ladak trata de obtener financiación para el nuevo estadio que se construirá.

## Datos del club
- Goleador: Roy Clayton (171).
- Más partidos disputados: Roger Ashby (662).

## Jugadores
Jugadores Importantes:
| - Derek Dougan - Lee Hudson - Darren Collins - Richard Butcher - Jon Brady - Rene Howe - Paul Raynor - Kevin Blackwell - Nathan Koo-Boothe - Cohen Griffith - Ben Wright - Zema Abbey - Liam Dolman - Paul Musselwhite - Lee Howey - Gary Setchell - Keith Alexander | - Mark Bunn - Carl Shutt - Richard Graham - Ian Bowling - Peter Fear - Roger Ashby - Tommy Lawton - Graham Atkinson - Jack Froggatt - Anthony Elding - Stephane Seanla - Tarkan Mustafa - Darren Caskey - Phil Brown - Ron Atkinson - Carl Alford - Nathaniel Peprah-Annan |